# Transformacja (film)
Transformacja – cykl filmów dokumentalnych w reżyserii Grzegorza Brauna przedstawiający proces przekształcania się ZSRR od rewolucji 1917 roku po czasy najnowsze.

## Opis
W skondensowanym na potrzeby filmu, akcentującym kluczowe momenty kolejnych transformacji wykładzie historii największego zbrodniczego projektu politycznego w dziejach świata, strategia dezinformacji okazuje się bodaj najbardziej trwałym dorobkiem Sowietów. Wypracowane i wypróbowane jeszcze przez Lenina i Dzierżyńskiego „stałe warianty gry” do dziś pozostają podstawowym narzędziem globalnej walki politycznej – narzędziem, po które sięgają chętnie nie tylko bezpośredni kontynuatorzy bolszewickich zbrodniarzy...
W filmie wypowiadają się m.in.: historycy, dziennikarze, publicyści i sowietolodzy z Polski, Rosji, Ukrainy i USA – wśród nich m.in.: Władimir Bukowski, Sławomir Cenckiewicz, John Lenczowski, Herbert Rommerstein, Wiktor Suworow, Anne Applebaum, Stanisław Michalkiewicz. W filmach wykorzystano wiele unikatowych materiałów: filmów, fotografii i dokumentów pochodzących z archiwów polskich, białoruskich, ukraińskich i amerykańskich. Ścieżka dźwiękowa wyposażona została w setki efektów i wiele dziesiątków minut starannie dobranej muzyki. Specjalnie na potrzeby filmu stworzono szereg animacji, które stanowią oryginalny, autorski komentarz do opowiadanej historii.
Prapremiera filmu odbyła się 13 października 2012 w Hotelu Niezły Młyn w Czeszowie koło Wrocławia. Premiera odbyła się we wrocławskim kinie „Helios”. Film prezentowany był na pokazach autorskich m.in. 9 grudnia 2012 roku w Izabelinie.
Film rozpowszechniany był na DVD jako dodatek do „Super Expressu” z 12 grudnia 2012 roku. Obszerna rozmowa z autorem ukazała się na portalu internetowym Polonia Christiana.

## Odcinki

### Część pierwsza pt. „NEP, Trust i głuchoniemi ślepcy”
Przedstawia genezę i krwawe konsekwencje komunistycznego przewrotu w Rosji; pokazuje, jak w l. 20. i 30. XX w. Lenin, Trocki, Dzierżyński, Stalin i ich wspólnicy wypracowują metody dezinformacji, prowokacji i eksterminacji – „stałe warianty gry”, które stosowane będą wobec wszystkich stających na drodze do zwycięstwa „światowej rewolucji”.
„Największa katastrofa geopolityczna XX stulecia” – tak rozpad Związku Sowieckiego określił prezydent Rosji, b. pułkownik KGB, Putin [2005]. Aby pojąć istotny sens tych słów i ocenić rzeczywisty rozmiar katastrofy, trzeba wrócić do początków najbardziej zbrodniczego systemu władzy w dziejach.
„Nasza historyczna doktryna obejmuje również przemoc i nieuchronność nowych wojen światowych. [...] Te budzące grozę słowa nie powinny być używane, ponieważ służyłyby interesom naszych przeciwników. „Lenin do Cziczerina [1922].

### Część druga pt. „Zmienna linia Partii, III wojna światowa i raport Lokomotywy”
Przedstawia rolę Związku Sowieckiego w rozpętaniu II wojny światowej – z tragicznymi dla samej Rosji konsekwencjami. Mowa również o metodach i efektach komunistycznej infiltracji Zachodu, bez którego stałej pomocy zbrodniczy i niewydolny system nie zdoła przetrwać.
Przy wydatnej współpracy „pożytecznych idiotów” z Zachodu, Sowieci budują największą machinę militarną w dziejach: na przełomie lat 30./40. XX w. Armia Czerwona ma więcej broni ofensywnych – czołgów, samolotów, łodzi podwodnych i spadochroniarzy – niż wszystkie inne armie świata razem wzięte. Zwycięstwo „światowej rewolucji” wydaje się realne i bliskie.
Ściśle stosując wskazówki i wypełniając polityczny testament Lenina, przywódcy Związku Sowieckiego dowolnie zmieniają pryncypia i priorytety – tak jednak, by zachowana została nadrzędna zasada, którą najprościej formułuje ich polski kolaborant Gomułka [1945]: „Władzy raz zdobytej nie oddamy nigdy”.

### Część trzecia pt. „Nomenklatura, dezinformacja i kryzysy kontrolowane”
Opowiada o czasach rządów Chruszczowa i Breżniewa, Ukazuje kulisy zdarzeń, które znamy jako węzłowe, zwrotne w historii Polski i świata: rok 1956 - Poznański czerwiec, 1962 — kryzys kubański; 1968 — od polskiego Marca do sierpniowej inwazji na Czechosłowację.

### Część czwarta pt. „Złoto, mięso, konwergencja i wyścigi na lawetach”
Przedstawia okres ostatecznego przesilenia w dziejach Związku Sowieckiego; czasy ostatnich genseków (sekretarzy generalnych): Breżniewa, Andropowa i Czernienki, których następujące po sobie pogrzeby czarny humor moskiewskiego ludu określił jako „wyścigi na lawetach”. Obejmujący po nich schedę, czy raczej masę upadłościową ZSRS, Gorbaczow podejmie desperackie próby reaktywacji imperium – sięgając po wszelkie sprawdzone wzorce sowieckiej dezinformacji.